# Skævinge

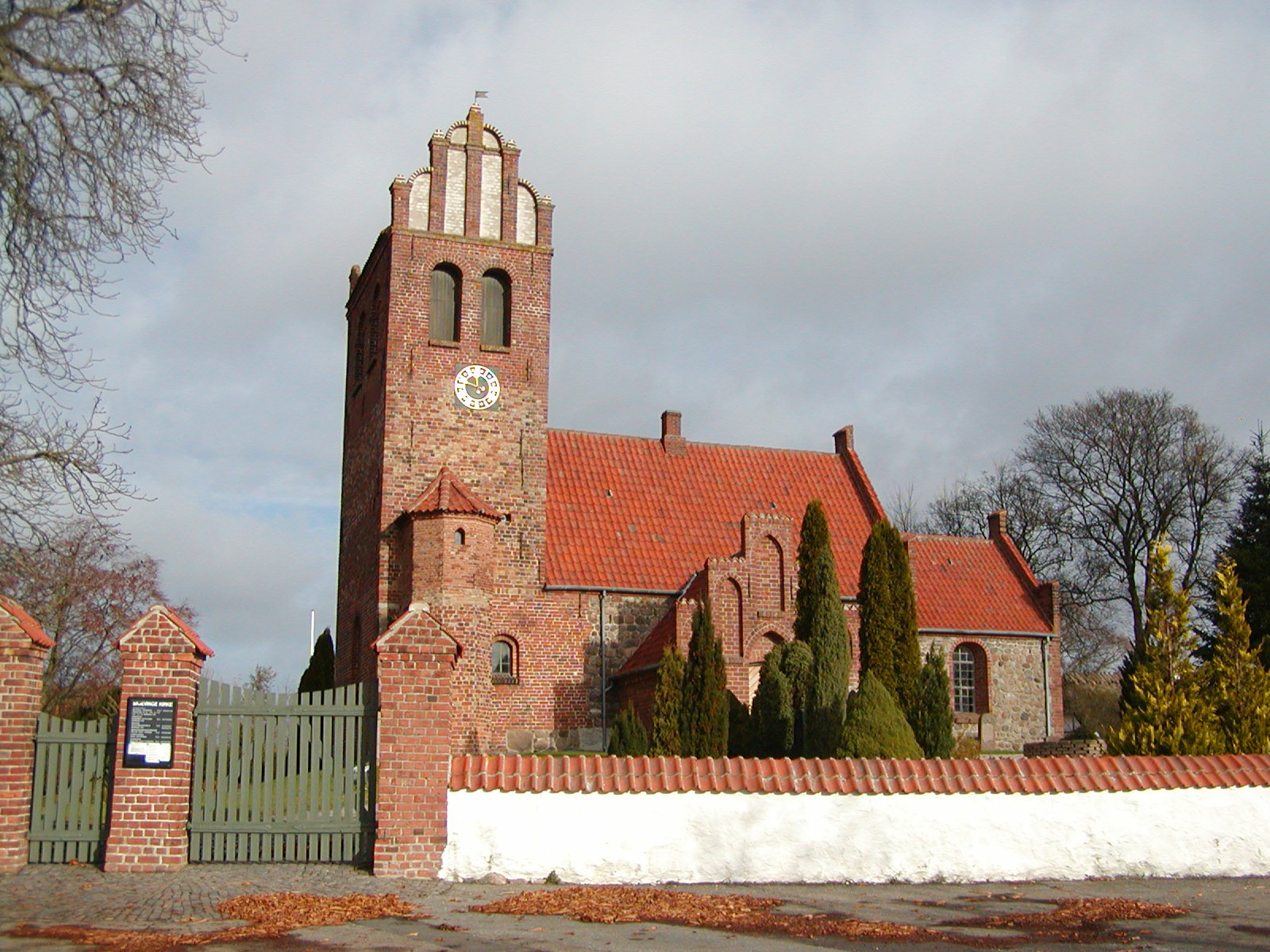
Igreja em Skævinge.

Skævinge é um município da Dinamarca, localizado na região oriental, no condado de Frederiksborg.
O município tem uma área de 68 km² e uma  população de 5 402 habitantes, segundo o censo de 2003.